# Белгород (гостиница)
«Белгород» — гостиница в Белгороде, расположенная на Соборной площади, дом 1.

## История
Гостиница открылась 1 января 1956 года. В 1961 году к гостинице была сделана пристройка. В 1997—2000 годах была произведена реконструкция гостиницы. Основной корпус и пристройка были объединены, для этого к основному корпусу была сделана надстройка, в результате чего всё здание стало пятиэтажным. Угол здания был оформлен башенкой, увенчанной куполом и шпилем с флюгером.